# Partit Republicà Demòcrata (Corea del Sud)
El Partit Republicà Demòcrata (en coreà 민주공화당; RR Minjugonghwadang; PRD) va ser un partit polític conservador nacionalista i corporativista de Corea del Sud, el qual va governar durant disset anys entre 1963 i 1980.

## Història

### Antecedents
El PRD va néixer el 2 de febrer de 1963 com a escissió del Partit Liberal del President Syngman Rhee, organització que malgrat el seu nom, era d'extrema dreta corporativista. Rhee, que va ser el President del Govern provisional de la República de Corea entre 1919 i 1925, i posteriorment 1r President de Corea del Sud entre 1948 i 1960, va liderar el país durant la Guerra de Corea amb un posicionament autoritari radicalment anticomunista i proamericà. En aquest sentit, durant la seva etapa es van produir les massacres de Jeju, Mungyeong o de la Lliga Bodo, amb desenes de milers d'assassinats.
L'augment de protestes contra el govern autoritari de Rhee van anar escalant fins a la Revolució d'abril, quan el descobriment del cos d'un estudiant de secundària assassinat per la policia durant les manifestacions contra les eleccions manipulades al març van provocar un aixecament a la ciutat de Masan, novament reprimides amb 186 persones assassinades. Com a resultat de l'escàndol i la pèrdua de suport popular, el President Rhee va dimitir el 26 d'abril de 1960, exiliant-se als Estats Units.
Amb el final de Rhee, va iniciar-se el curt període de la Segona República, dirigida pel Partit Demòcrata, que va guanyar per majoria absoluta les eleccions de 1960 i tenia com a objectiu democratitzar el país. Els demòcrates van pretendre reduir el poder de l'exèrcit i van iniciar investigacions contra el període de Rhee, el que, juntament amb l'augment de l'activitat de sindicats i organitzacions d'esquerres van provocar el neguit dels militars. Així, al 1961 esdevé el cop d'estat del 16 de maig que portaria als militars al poder a través del Consell Suprem per a la Reconstrucció Nacional, amb Park Chung-hee al capdavant.

### Dictadura
Amb els militars en el poder, es va redactar una nova Constitució i es van celebrar eleccions dirigides al 1963, creant per a l'ocasió el Partit Republicà Demòcrata. Durant el govern de Park es va impulsar el desenvolupisme i la industrialització mitjançant els chaebol, grans conglomerats empresarials amb presència en diferents sectors econòmics, els quals es van beneficiar del proteccionisme i manca de llibertats sindicals. Així, es va produir el que s'anomena com a Miracle al riu Han, un gran creixement econòmic després de la Guerra de Corea.
Tot i el control autocràtic de Park, amb la pèrdua de la majoria absoluta el 1971, un any més tard organitza la Restauració d'octubre, un autocop d'estat que li dota de poders dictatorials, dissolent l'Assemblea Nacional, suspenent la Constitució i declarant la llei marcial. Després de la promulgació a l'octubre de 1972 de la Constitució Yushin, que implementava nombroses mesures centralitzadores autoritàries com el nomenament directe d'un terç de l'Assemblea Nacional per part del president, el PRD va assumir un nivell de poder polític sense precedents. Durant els vuit anys següents, Corea del Sud va ser essencialment un estat unipartidista governat pel partit.
La Quarta República va finalitzar poc temps després de l'assassinat de Park el 26 d'octubre de 1979, quan un nou general, Chun Doo-hwan, va prendre el poder, dissolent els partits, incloent el PRD, i creant el nou Partit de la Justícia Democràtica, que va obtenir el suport de la majoria d'antics membres i quadres del PRD.

## Resultats electorals

### Eleccions Presidencials
| Any  | Candidat       | Vots      | %     | Resultat |
| ---- | -------------- | --------- | ----- | -------- |
| 1963 | Park Chung Hee | 4,702,640 | 46.65 | Electe   |
| 1967 | Park Chung Hee | 5,688,666 | 51.44 | Electe   |
| 1971 | Park Chung Hee | 6,342,828 | 53.2  | Electe   |
| 1972 | Park Chung Hee | 2,357     | 100   | Electe   |
| 1978 | Park Chung Hee | 2,578     | 100   | Electe   |

### Eleccions Legislatives
| Any  | Líder          | Vots      | %     | Escons    | Escons  | Escons    | Escons | Pos. | Govern |
| Any  | Líder          | Vots      | %     | Circum.   | Llista  | Total     | +/–    | Pos. | Govern |
| ---- | -------------- | --------- | ----- | --------- | ------- | --------- | ------ | ---- | ------ |
| 1963 | Park Chung Hee | 3,112,985 | 33.48 | 88 / 131  | 22 / 44 | 110 / 175 | Nou    | 1r   | Govern |
| 1967 | Park Chung Hee | 5,494,922 | 50.62 | 102 / 131 | 27 / 44 | 129 / 175 | 19     | 1r   | Govern |
| 1971 | Park Chung Hee | 5,460,581 | 48.77 | 86 / 153  | 27 / 51 | 113 / 204 | 16     | 1r   | Govern |
| 1973 | Park Chung Hee | 4,251,754 | 38.68 |           |         | 73 / 146  | 40     | 1r   | Govern |
| 1978 | Park Chung Hee | 4,695,995 | 31.7  | 68 / 154  | 5       | Govern    |        | 1r   |        |